# Семноны

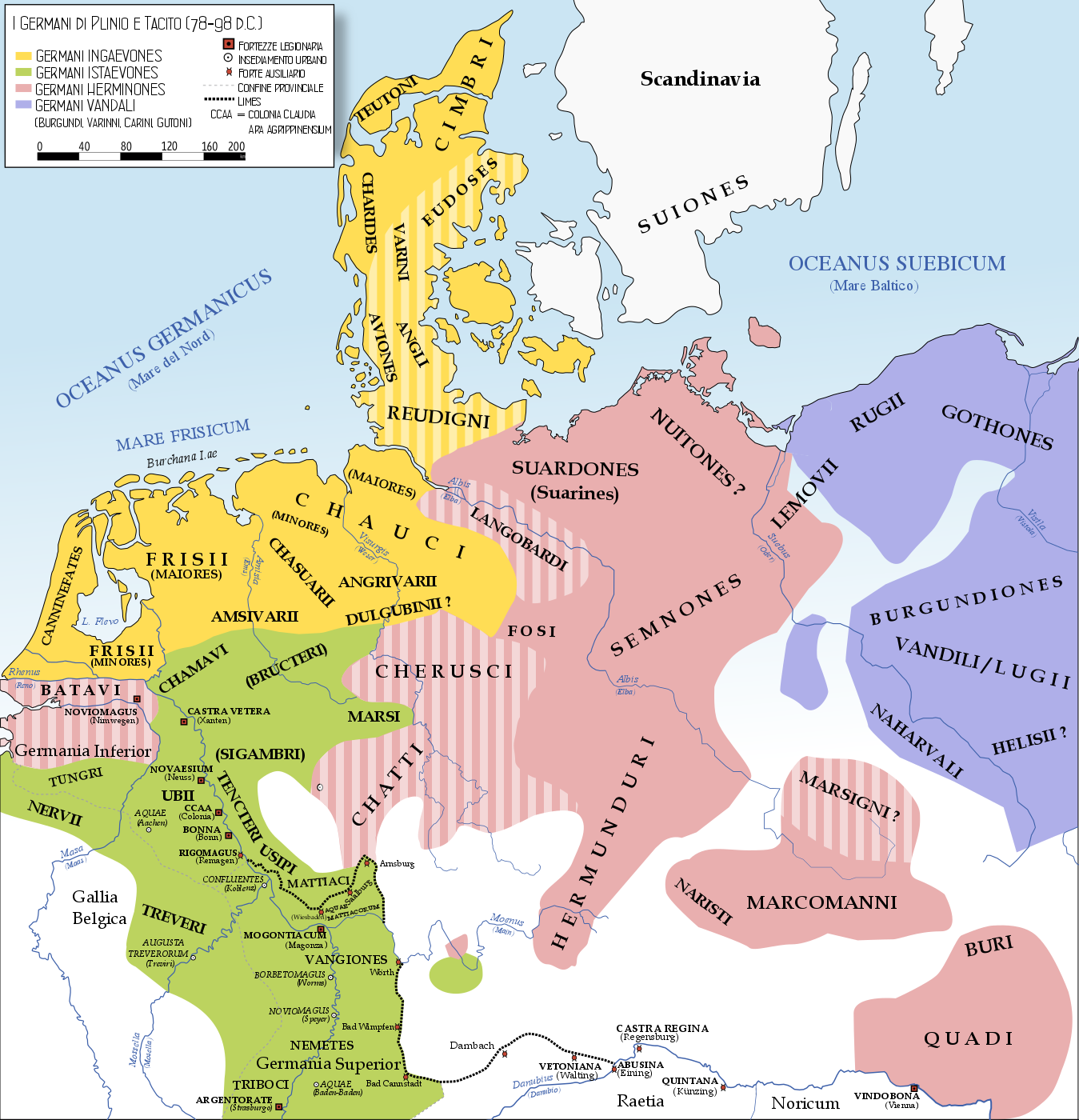
Германские племена на территории Germania Magna в I веке нашей эры по данным Плиния и Тацита.

Семноны (лат. Semnones) — древнегерманское племя, принадлежащее к свевам, одно из самых многочисленных среди них.
В других источниках указано, что Семноны (Semnōnes, Σέμνωνες, Σέμνονες или Sennōnes) — самый могущественный германский народ свевской отрасли (наиболее могущественное среди свевов), обитали между Одером и Эльбой, от Исполинских гор до области Франкфурта-на-Одере и Потсдама, живший осёдло к востоку, рядом с херусками, а на севере от семнонов жили лангобарды (Langobardi), на начало XX столетия территория провинции Бранденбург Германской империи.
Первые упоминания о семнонах встречаются в конце I века до нашей эры — начале I века нашей эры. Они занимали территорию в районе современного Бранденбурга, между Одером и Эльбой.
Временно объединились с маркоманским вождём Марбодом в борьбе против римлян, а затем отложились от него, объединившись с Арминием, вождём херусков. В священной дубраве (роще) Циус их страны (края, области) собирались представители от всех свевских племён на торжественные собрания.
Впоследствии семноны переселились в южную Германию, где слились с другими племенами, приняли имя (образовав костяк) алеманнов, в другом источнике указано, что в то время аламанны под именем семнонов обитали в местности, называемой на конец XIX столетия Марк-Бранденбург.